# Aljucén (kommunhuvudort)
Aljucén är en kommunhuvudort i Spanien.   Den ligger i provinsen Provincia de Badajoz och regionen Extremadura, i den centrala delen av landet, 270 km sydväst om huvudstaden Madrid. Aljucén ligger 268 meter över havet och antalet invånare är 246.
Terrängen runt Aljucén är platt. Runt Aljucén är det ganska glesbefolkat, med 38 invånare per kvadratkilometer. Närmaste större samhälle är Mérida, 14,3 km söder om Aljucén. Trakten runt Aljucén består till största delen av jordbruksmark.